# جابرييل لازارت
جابرييل لازارت (بالإسبانية: Gabriel Lazarte)‏ (7 نوفمبر 1997 ببوينس آيرس في الأرجنتين - ) هو لاعب كرة قدم أرجنتيني في مركز الوسط.

## روابط خارجية
- جابرييل لازارت على موقع قاعدة بيانات كرة القدم.إي يو (الإنجليزية)
- جابرييل لازارت على موقع Soccerway.com (الإنجليزية)